# Kaibab-Paiute-reservatet
Kaibab-Paiute-reservatet er et indianerreservat, hvis hovedsæde er byen Kaibab, Arizona, USA.
Placering: 560 km nord for Phoenix i Mohave County.
Stamme: Sydlig Paiute. Kendt for: Spiralsmykker, flade kurve kendt som "bryllupskurve".